# Piper androgynum
Piper androgynum är en pepparväxtart som beskrevs av C. Dc.. Piper androgynum ingår i släktet Piper och familjen pepparväxter. Inga underarter finns listade i Catalogue of Life.